# Sclerocactus wetlandicus
Sclerocactus wetlandicus es una especie de planta de flores perteneciente a la familia Cactaceae. 

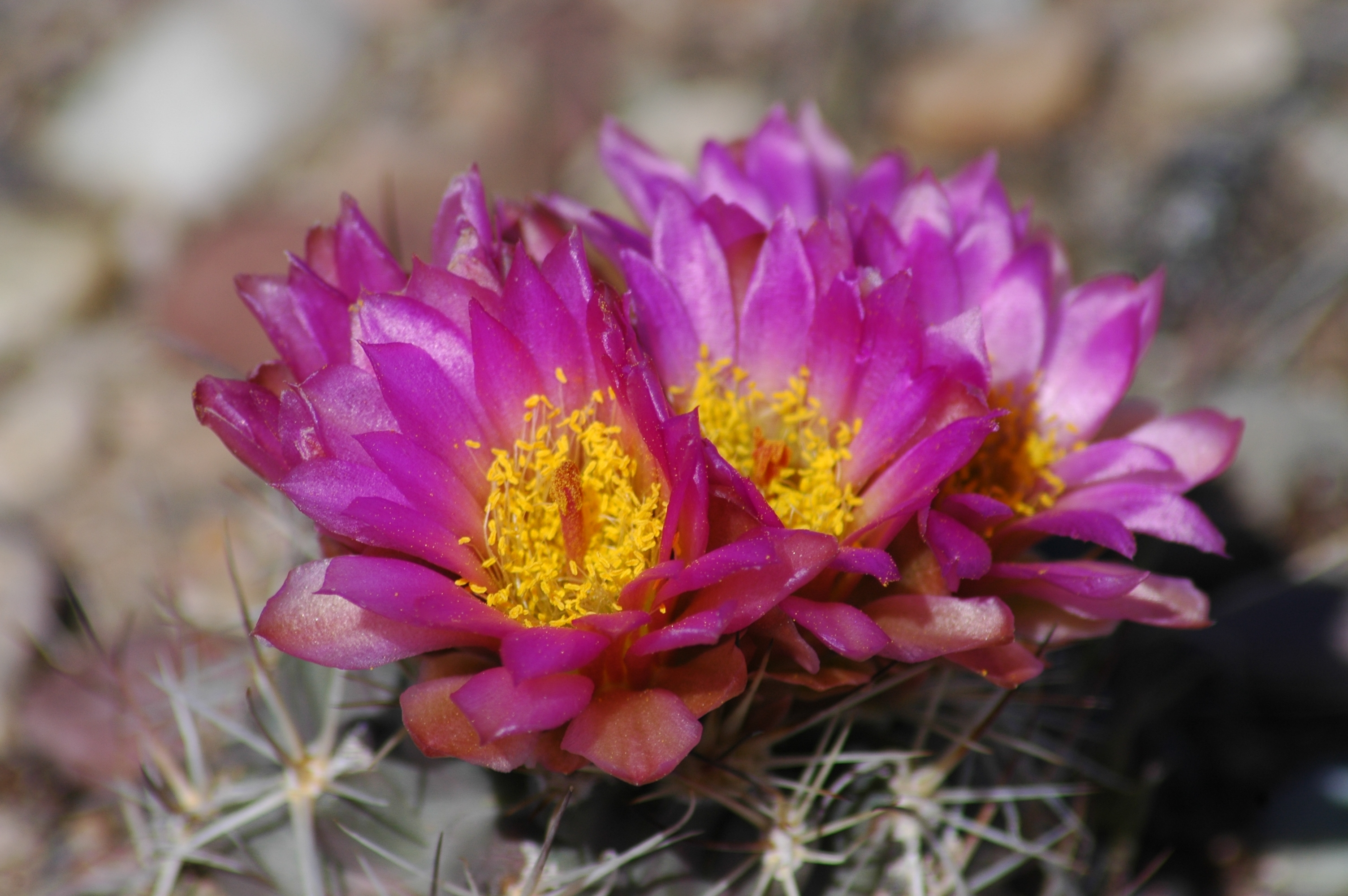
Flores

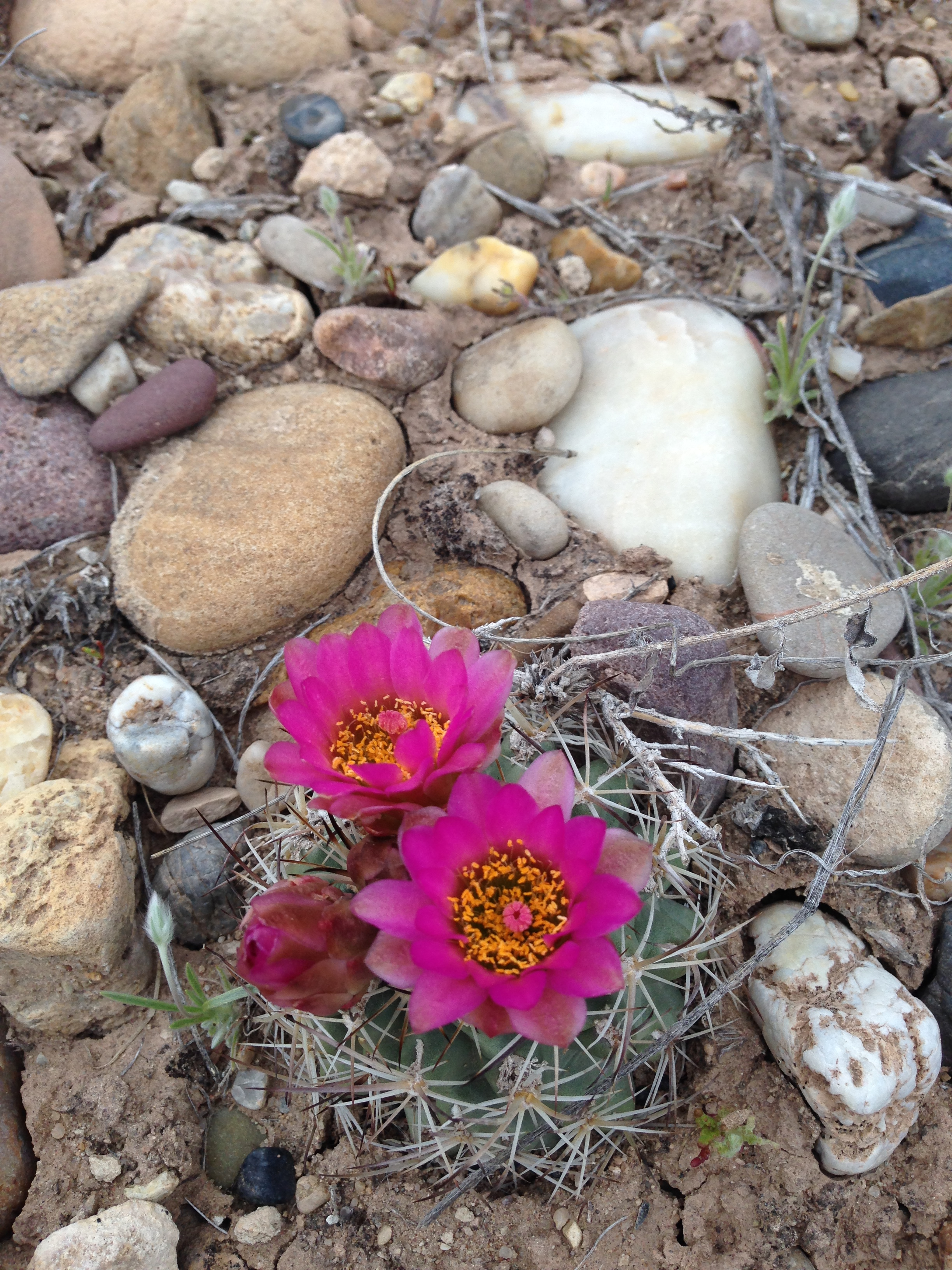
En su hábitat

## Distribución y hábitat
Es endémica de Estados Unidos. Su hábitat natural son los áridos desiertos.  Es una especie rara en la vida silvestre. Se distribuye  en el estado de Utah entre el Condado de Uintah y el Condado de Duchesne en altitudes 1290-2000 metros. Crece en diferentes tipos de suelo y se asocia con Sclerocactus parviflorus, Pediocactus simpsonii, Echinocereus triglochidiatus, especies de Opuntia, Yucca harrimaniae subsp. sterilis, Artemisia spinescens, Atriplex confertifolia, Phlox muscoides, Hilaria jamesii y Allium textile.

## Descripción
Es una planta perenne carnosa y globosa-cilíndrica de color gris que  alcanza un tamaño  de 3-8 cm (raramente 15 cm) y un diámetro de 4 a 8 cm. Tiene tres a cuatro espinas centrales de 2 a 2,5 cm de largo, una de los cuales a veces se flexiona o es ligeramente ganchuda. Las 10 a 15 espinas radiales son de color blanco, marcada con puntas marrones, de 2 a 3 cm de largo. Las plantas crecen generalmente de forma individual. Su raíz principal es ramificada. Las flores en forma de embudo son de 2 a 2,5 cm de largo y tienen un diámetro de 2 a 3 cm. La floración son de color rosa a púrpura. El período de floración comienza a finales de abril. El fruto es esférico, de color rojizo a rojizo gris y tiene un diámetro de 6 mm y contiene alrededor de 10 semillas, brillantes, negras con forma de riñón curvo que maduran en 4 a 6 semanas.

## Taxonomía
Sclerocactus wetlandicus fue descrita por Hochstätter y publicado en Succulenta (Netherlands) 68(6): 123–125, f. s.n. [upper row, p. 124]. 1989.
Etimología
Sclerocactus: nombre genérico que deriva del griego y significa "cacto duro o cruel" y es una referencia a las espinas ganchudas que se adhieren firmemente a lo que tenga contacto con ellas.
wetlandicus: epíteto
Sinonimia
- Pediocactus wetlandicus (Hochstätter) Halda[4]